# Leggo My Meg-O
Leggo My Meg-O (titulado Búsqueda inmegable en Hispanoamérica y Que sueltes a mi Meg en España) es el vigésimo episodio de la décima temporada de la serie de televisión animada Padre de familia. El episodio salió al aire originalmente por Fox en los Estados Unidos el 6 de mayo de 2012. En este episodio, Meg viaja a París con su amiga Ruth después de haber sido tratado mal en la escuela, pero su aventura llega a su fin cuando ella es secuestrada. Brian y Stewie se emprenden una misión repleta de acción para encontrarla antes de que sea demasiado tarde. Esta trama es una parodia a la película Taken.
Este episodio fue escrito por Brian Scully y dirigido por John Holmquist. Recibió críticas mixtas y positivas de los críticos por su historia y referencias culturales. Fue visto por 5,64 millones de espectadores estadounidenses en su emisión original, de acuerdo con Nielsen Ratings. Las estrellas invitadas para el episodio fueron Omid Abtahi, Bill English, Ralph Garman, Mark Hentemann, Jerry Lambert, Rachael MacFarlane, Natasha Melnick, Kim Parks, Julius Sharpe, Danny Smith, Alec Sulkin, Fred Tatasciore, John Viener y Lisa Wilhoit.

## Argumento
Después de haber sido atacada por todas sus demás compañeras durante Balón prisionero, Meg charla con su amiga Ruth acerca de lo mucho que odia estar en la escuela y se pregunta si podrá tolerar el resto del semestre. Entonces se entera de que Ruth se va a pasar un semestre en París y es invitada a unirse a ella en el programa. Con el dinero que ha ahorrado de empleos de tiempo parcial, Meg es capaz de inscribirse en el programa. La familia la ve salir cuando entra en el aeropuerto. Una vez que ella y Ruth aterrizan en París, se encuentran con un hombre que ofrece compartir un taxi con ellas, y se dirigen a su apartamento. Cuando las dos llegan al apartamento, un grupo de hombres que llegan y secuestran a Ruth mientras que Meg está hablando con Peter en el teléfono. Cuando ella dice a Peter lo que había presenciado, él le dice que esconda debajo de la cama. Ella accede, pero los hombres la encuentran y la llevan de todos modos.
Los Griffin llaman al FBI con esperanzas de Meg regresara, pero el FBI dijo que una persona debe ausentarse durante 96 horas antes de que pudieran entrar en acción. Preocupados por el hecho, Brian y Stewie se dirigen a París para salvar por sí mismos a Meg. Se enteran de que los hombres que tomaron a Meg, lo hacen para estar siendo vendida como esclava sexual. En la subasta, Stewie se viste como un esclavo para entrar, y Stewie es exhibido y comprado por Brian. Sin embargo, Brian no puede permitirse el lujo de pagar por Stewie, y el guardia descubre sus disfraces. Luego son encadenados a un tubo de la planta baja, pero Brian se libera y se antepone a la guardia. Luego siguen a Meg y sus captores a un yate. A bordo, Meg se encuentra con un árabe rey, que presenta a su hijo príncipe que le pide a Meg se casara con él, por lo que Meg está de acuerdo. Stewie luego mata al príncipe, utiliza un neuralizador en Meg, y la lleva a un hospital francés para su tratamiento antes de llevarla a casa con seguridad.
De vuelta a casa, la familia está feliz de ver a Meg, quien admite no recordar nada entre la propuesta y estar en un hospital francés. Lois le dice a Meg que encontraron Ruth con la lengua cortada. Peter le dice que él ha guardado el correo Meg, entonces revela ser una broma al decirle que no había recibido ningún correo.

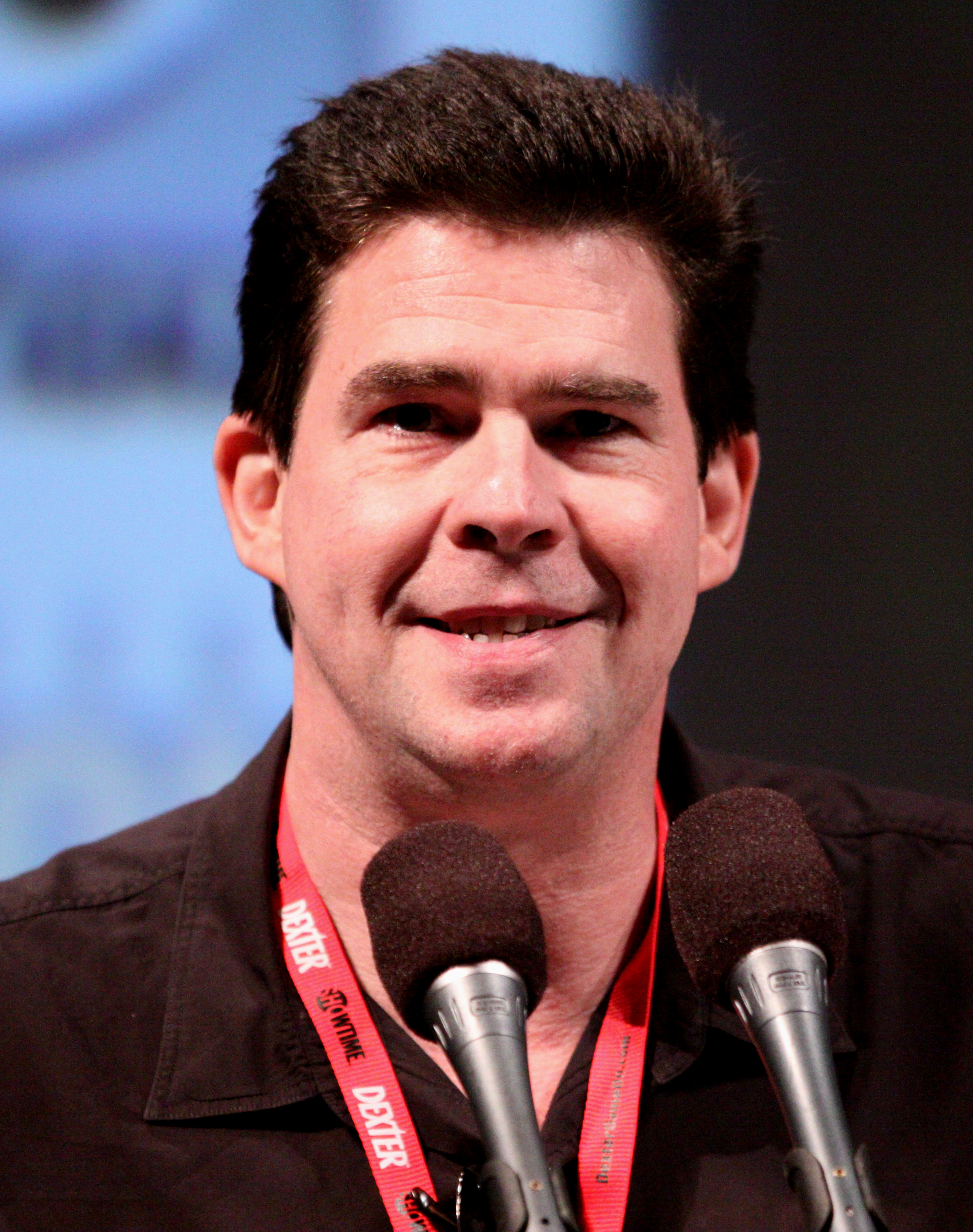
Ralph Garman invitado especial en el episodio como el maestro de gimnasia.

## Producción
El episodio fue escrito por Brian Scully,

quién se unió al show en la séptima temporada, escribiendo "I Dream of Jesus".

 y dirigido por John Holmquist.
quién se unió a la serie en la segunda temporada segunda temporada, dirigiendo "Running Mates".
Danny Smith, Alec Sulkin y Wellesley Wild fueron los productores ejecutivos,James Purdum y Domonic Bianchi fueroncomo directores de supervisión. Los invitados especiales junto con el reparto recurrente Omid Abtahi, Bill English, Ralph Garman, Mark Hentemann, Jerry Lambert, Rachael MacFarlane, Natasha Melnick, Kim Parks, Julius Sharpe, Danny Smith, Alec Sulkin, Fred Tatasciore, John Viener y Lisa Wilhoit hicieron apariciones mínimas en el episodio.